# 미키 & 실비아
미키 & 실비아(Mickey & Sylvia)는 미키 베이커와 실비아 밴더풀(이후 실비아 로빈슨)로 구성된 미국의 R&B 듀오이다. 그루브 레코드의 첫 베스트셀러 아티스트였다.
미키는 음악 강사에 종업했고 실비아는 미키의 학생 중 한 명이었다. 미키는 레스 폴 & 메리 포드의 성공에 그룹 결성의 뜻을 굳혔다. 1956년에 톱 20 히트 〈Love Is Strange〉가 백만 장 판매돼 RIAA에서 골드 디스크를 수여받았다. 이들은 종시에 나이트클럽을 매입하거나, 출판 회사를 설립하거나, 음반 회사를 창립하였다.
1950년대 말에 해산했지만, 미키가 미국 음악산업을 떠난 1965년까지 계속 같이 음반을 제작했다. 1962년 〈Love Is Strange〉의 두 번째 스튜디오 음원 제작 시에는 현재 전설적인 드러머인 버나드 "페티" 퍼디가 동원되었다. 당시 18세였던 그의 첫 상업적 객원 연주였다. 〈Love Is Strange〉의 1956년 버전은 《더티 댄싱》, 《배드랜드》, 《카지노》 따위의 영화에 삽입되거나 수다한 커버 버전이 제작되었다.
1960년 베이커는 프랑스로 이주해서 별의별 프랑스 음악가들과 어울렸다. 2012년 Montastruc-la-Conseillère에서 87세를 일기로 운명했다. 실비아 로빈슨 1973년에 〈Pillow Talk〉를 히트시키고 랩 레이블 슈거 힐의 창립에 진력했다. 로빈슨은 2011년 종생했다.

## 싱글 목록
| 연도   | 제목                        | 차트 성적 | 차트 성적 |
| 연도   | 제목                        | 미국      | 미국 R&B  |
| ------ | --------------------------- | --------- | --------- |
| 1957년 | 〈Love Is Strange〉         | 11        | 1         |
| 1957년 | 〈There Ought To Be a Law〉 | 47        | 8         |
| 1957년 | 〈Dearest〉                 | 85        | —         |
| 1958년 | 〈Bewildered〉              | 57        | —         |
| 1960년 | 〈This Is My Baby〉         | 100       | —         |
| 1960년 | 〈What Would I Do〉         | 46        | —         |
| 1961년 | 〈Lovedrops〉               | 97        | —         |
| 1961년 | 〈Baby You're So Fine〉     | 52        | 27        |